# Trest smrti v Uzbekistánu
Trest smrti v Uzbekistánu byl zrušen. Dne 1. srpna 2005 podepsal prezident Islam Karimov dekret, v němž bylo uvedeno, že trest smrti bude v Republice Uzbekistán jako forma trestu zrušen s účinností od 1. ledna 2008 a nahrazen bude buď dlouhým trestem odnětí svobody, nebo trestem odnětí svobody na doživotí. Důvodem tříletého zpoždění byla potřeba postavit nové věznice, kde by byli uvězněni lidé odsouzení na doživotí. Poslední poprava byla v Uzbekistánu vykonána roku 2005.